# بابای‌لی
بابای‌لی (ترکی آذربایجانی: Babaylı) یک منطقهٔ مسکونی در جمهوری آرتساخ است که در استان کاشاتاق واقع شده‌است.